# Banco Protector
El banco Protector (en inglés: Protector Shoal) es un volcán submarino que alcanza una profundidad mínima de 27 m bajo el nivel del mar a 50 km al noroeste de la isla Zavodovski en el archipiélago de las islas Sandwich del Sur en las aguas del océano Atlántico Sur. Sus coordenadas son 55°56′30″S 28°07′10″O / -55.94167, -28.11944.
La última erupción ocurrió en marzo de 1962, produciendo grandes volúmenes de piedra pómez riolítica que cubrió un área de más de 5100 km². El banco Protector es el único volcán del archipiélago que ha arrojado dicha piedra riolita. Un terremoto de magnitud 6,0 en la escala de Richter ocurrió el 14 de abril de 2008 en el banco Protector. Tiene al menos dos conos satélites adyacentes.
Lleva el nombre del buque patrullero antártico británico HMS Protector.